# Jonathan Livingston Racek
Jonathan Livingston Racek (anglicky Jonathan Livingston Seagull, ISBN 0-380-01286-3) je novela amerického spisovatele Richarda Davida Bacha, vydaná roku 1970.
Tématem knihy jsou svoboda, která má být pro každé stvoření vlastní, kontrast mezi individualismem, touhou poznávat, schopností milovat a kolektivismem, masovostí, obyčejností, průměrností. Příběh lze chápat jako alegorii lidského života, který je svazován společností (například totalitou). Autor se věnuje právě létání, protože je to pro něj prostředek, jak vyjádřit volnost, nespoutanost; je to také jeho koníček, který se dostal do mnoha jeho knih.
Zajímavostí je, že tato kniha byla stejně jako další západní literatura v sovětském bloku zakázána a tak se šířila samizdatem (v roce 1977 do slovenštiny přeložila Marta Kiripolská, její překlad převedla v roce 1978 do češtiny Věra Knížetová). Do češtiny ji přeložil roku 1984 Zdeněk Hron.

## Příběh
Mladý racek Jonathan Livingston se odlišuje od masy Hejna. Nelíbí se mu dennodenně se pachtit za jídlem jako jediným smyslem svého života. Zkouší se učit létat, rozšiřovat své obzory, překračovat svoje meze. Hejno, které je tím, že překračuje tradice, ztuhlý řád a průměrnost, znechuceno, se rozhodne ho vyloučit a prohlásit ho za psance, který se již nikdy nesmí vrátit zpět.
On však získává neomezenou volnost, nyní se dostává na další úroveň svého života a setká se s racky, kteří mu pomáhají v dalším učení. Nejstarší racek Čang ho poté dovede k poznání, že je každý stejně volný jako myšlenka. Dovede ho k poznání lásky a porozumění, a tak se Jonathanovi začne stýskat po Hejnu. Jeho instruktor Čang odletí pryč, protože ho již zde není potřeba. Jonathan se vrací do blízkosti hejna a získává vlastní žáky, je velmi nadaný a obdivovaný, ale nesobecky a trpělivě učí své žáky poznání svobody.
Nakonec se vrátí i s žáky, kteří byli také prohlášeni za psance, k Hejnu a ohromí je svými schopnostmi. Starším (vůdčím) rackem je však nařízeno, aby si jich nikdo nevšímal, jinak bude také vyhoštěn. Jonathan pomůže i zraněnému rackovi, kterému dokáže, že silou vůle je schopen čehokoli. Jednoho dne se však stane podivná událost (silou vůle a víry dokáže létat i racek s poškozeným křídlem) a zfanatizovaný dav racků, řvoucí cosi o ďáblovi, útočí na Jonathana i jeho nejlepšího žáka Fletchera. Ti se přenesou pryč.
Příběh končí tím, že Jonathan odlétá pryč a přenechává Fletcherovi ostatní mladé racky, aby je vedl a učil. Zjišťuje, že na jeho učiteli nebylo nic zázračného, pouze stačilo pochopit jeho slova.